# Guisado

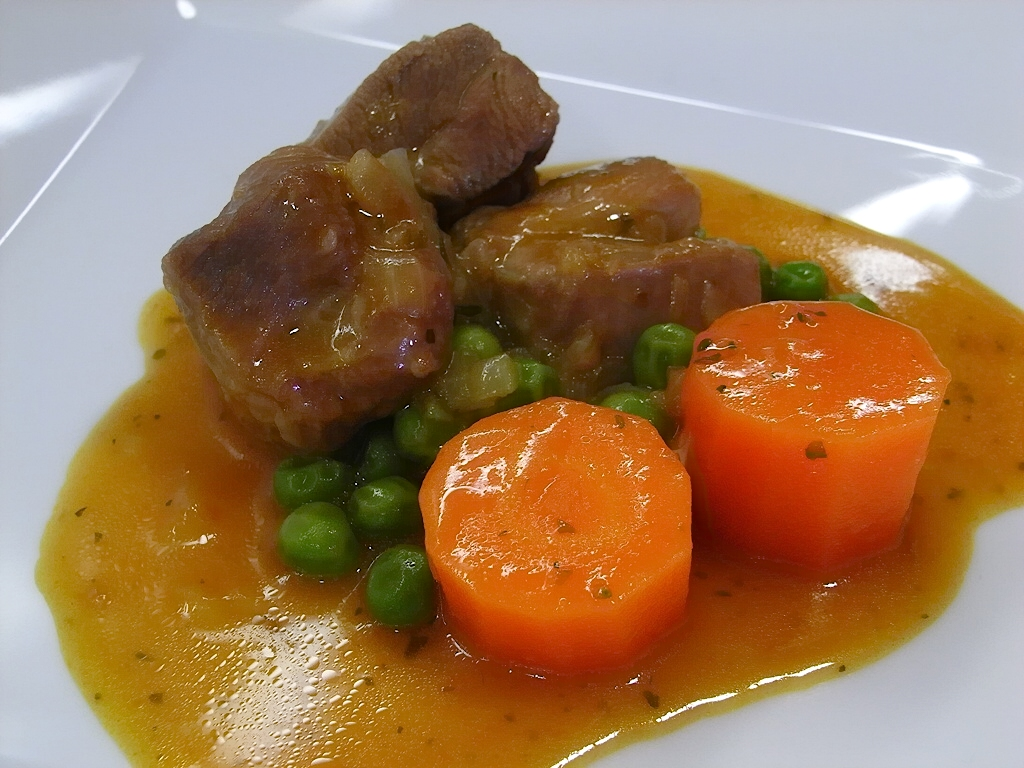
Ragout de peru com cenouras e ervilhas

O guisado, também chamado de fervido ou cozido, é uma técnica culinária que consiste em cozinhar peixe ou carne e, por vezes, legumes com base num refogado. Geralmente o guisado é feito dentro duma panela tampada, deixando os ingredientes cozerem em lume (fogo) brando e misturarem os seus sabores de modo bem lento. Pode ser feito com água, leite, vinho, etc. Neste tipo de cocção obtêm-se carne e molho muito saborosos que ficam ainda melhores no dia seguinte.
O guisado difere da caldeirada brasileira (e do cozido pernambucano) pelo facto de algum dos ingredientes ter uma primeira cozedura ou fritura, enquanto que na caldeirada todos os ingredientes são colocados crus na panela, para cozinharem ao mesmo tempo.
Em alguns lugares do estado brasileiro do Rio Grande do Sul, o termo "guisado" refere-se à carne moída.